# Henry Peach Robinson
Henry Peach Robinson (* 9. Juli 1830 in Linney bei Ludlow, Shropshire, England; † 21. Februar 1901 in Royal Tunbridge Wells, (Grafschaft Kent)) war ein englischer Fotograf und Fotografie-Theoretiker des 19. Jahrhunderts. Er war Mitbegründer der Brotherhood of the Linked Ring und neben seinen zahlreichen theoretischen Schriften zur Fotografie vor allem für seine Kombinationsfotografien bekannt.

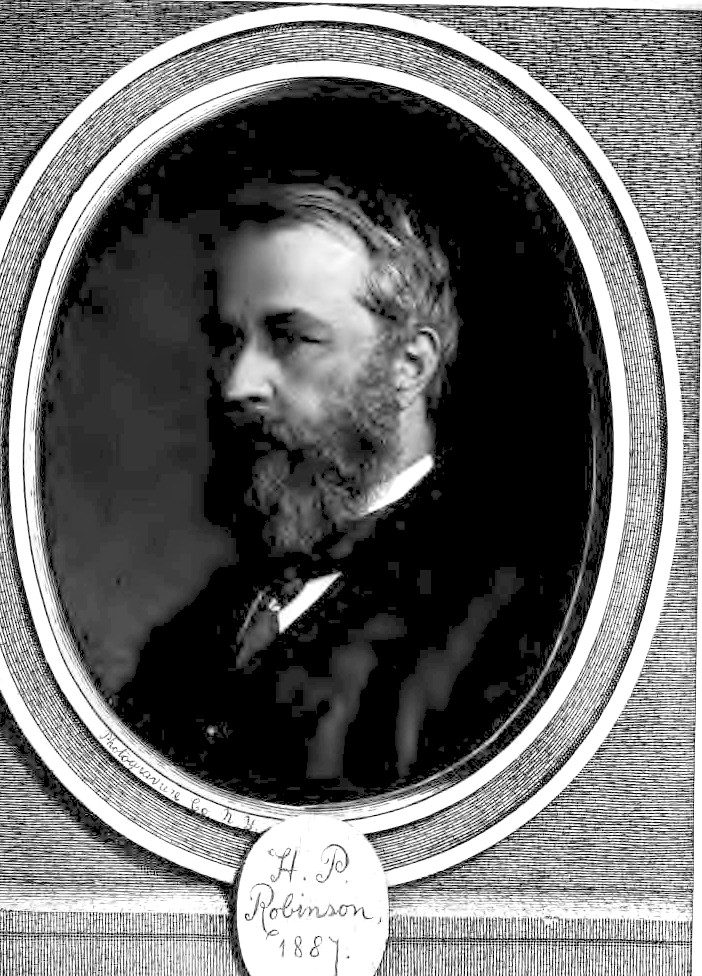
Photogravure Henry Peach Robinson

## Leben
Henry Peach Robinson war das erste Kind von John Robinson und Eliza Robinson (geborene Peach).
Seine Schwester Clara wurde 1834 geboren. Mit 13 Jahren begann er eine Ausbildung zum Buchhändler und Drucker, die er 1849 beendete. Einige Jahre lang arbeitete Robinson als Buchhändler in verschiedenen Städten Englands (Bromsgrove bei Benjamin Maund, London bei Whittaker&Company, Leamington bei Joseph Glover). 1859 heiratete er Selina Grieves, mit der er fünf Kinder hatte: Ralph Winwood, Maud, Ethel May und Leonard Lionel.
In zwei freien Jahren zwischen Schule, Ausbildung und Beruf erlernte Robinson autodidaktisch Zeichnen, Malen und Steinmeißeln. Auch zur Fotografie fand Robinson als Autodidakt: Mit einem Abonnement des „Journal of the Photographic Society“, das er ab 1853 hatte, begann Robinson seine Karriere als Fotograf. Fortan arbeitete er als Studio-Fotograf. Während dieser Zeit schuf er auch etliche kunstfotografische Bilder sowie theoretische Schriften.
Nach vielen erfolgreichen Jahren, in denen er Studios in Leamington, London und Tunbridge Wells gegründet hatte, zog sich Robinson 1888 aus Gesundheitsgründen vom Geschäft zurück, war aber weiter als Fotograf aktiv. Am 21. Februar 1901 starb Henry Peach Robinson im Alter von 70 Jahren an den Folgen eines Schlaganfalles. Er ist in der Ben Hall Road Cemetery, Tunbridge Wells begraben. Er entwarf und schnitzte den Grundstein für sein Grab.

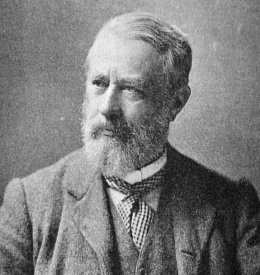
Henry Peach Robinson

## Werk

### Theorie
Henry Peach Robinson war nicht nur einer der großen Fotografen seiner Zeit, sondern auch ein wichtiger Fotografie-Theoretiker. Er gilt als eine der einflussreichsten Stimmen der Fotografie des 19. Jahrhunderts. In der Fotografie sah Robinson eine Weiterentwicklung der Bildenden Künste. Daher bezog er sich in seinen Schriften auf malerische Prinzipien, die für ihn auch auf die Fotografie anwendbar waren und versuchte, die Fotografie von der Wissenschaft abzugrenzen. Sie sei keine naturgetreue Abbildung wie die Wissenschaft, sondern dürfe gerade keine wissenschaftlichen Fakten darstellen, sondern ideale Gegenstände und Motive, die sich der Imagination des Künstlers verdanken. Um einen Kunststatus zu erlangen, musste man die Fotografie laut Robinson manipulieren, um das Künstlerische einer Fotografie zu verbessern – erst dadurch entstünden malerische Bilder, die das Ideale mit der Realität mischten.
Durch seine zahlreichen Publikationen und seinen Ruf, einer der wichtigsten Fotografie-Theoretiker seiner Zeit zu sein, war Robinson einer der Protagonisten der Kunstfotografie im 19. Jahrhundert. Bekannt wurde er auch durch seine öffentliche Kritik an Peter Henry Emerson, dessen Werk „Naturalistic Photography for Students of the Art“ 1889 erschien und in dem er seinerseits Robinson scharf angriff.

### Pictorial Effect in Photography

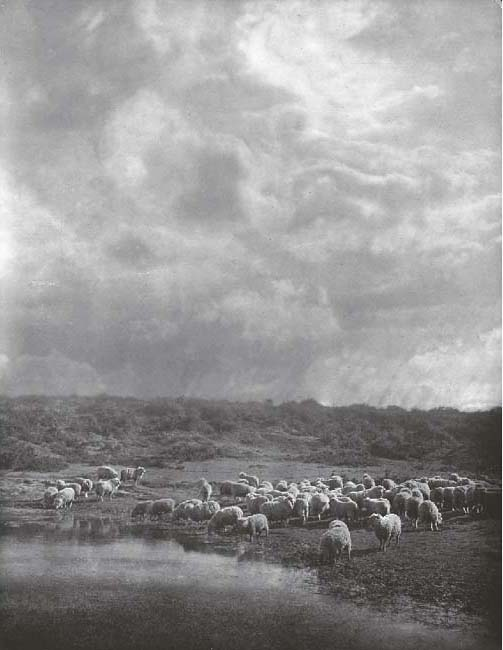
Storm clearing off (1894)

Robinsons Hauptwerk Pictorial Effect in Photography: being hints on composition and chiaroscuro for photographers (1869) ist als Ratgeber für Fotografen gedacht. Das Buch beinhaltet Gedanken über Ästhetik, Prinzipien von Kunst und Theorien des „Picturesque“, einem Konzept, das seit Mitte des 18. Jahrhunderts verbreitet war. Deutlich wird hierbei Robinsons Annahme, die Fotografie sei eine Weiterentwicklung der Bildenden Künste und ebenso wie die Malerei erlernbar. So gibt er Anweisungen, wie Form, Licht und Schatten arrangiert werden müssen, um die perfekte Komposition zu schaffen. Dabei geht der Fotograf von Gesetzen der Komposition aus: Einheit, Balance, Ausgeglichenheit von Licht und Schatten. Robinsons These ist es, dass auch der Fotograf sich von denselben Regeln leiten lassen muss, die schon seit Jahrhunderten Maler, Bildhauer und Architekten lenken. Als praktische Beispiele zur Unterstützung seiner Richtlinien für gute Kunstfotografie wählte Robinson daher Werke von Malern des 18./19. Jahrhunderts, darunter David Wilkies Sir Walter Scott and his friends (1849) oder William Turners Norham Castle bei Sonnenaufgang (1840/45). Illustrationen von gelungenen Perspektiven und umgekehrt auch Negativ-Beispielen ergänzen die Darstellungen.
Für seine Richtlinien für gelungene Gruppen-Darstellungen und Porträts zieht Robinson auch Schriften von Malern zu Rate: Gérard de Lairesse („Des… Gerhard de lairesse… grosses Mahler-Buch: worinnen die Mahler-Kunst… gelehret, durch Beweißthümer und Kupfferstiche erkläret, auch mit Exempeln aus den besten Kunst-Stücken der berühmtesten alten und neuen Mahler bestätiget… wird“, 1784) oder Joshua Reynolds („Kunsttheoretische Diskurse“, 1769–1790) wären hier u. a. zu nennen.
Die Bedeutung des richtigen Arrangements von Licht und Schatten stellt er in mehreren Kapiteln zum Chiaroscuro (italienisch: „hell-dunkel“) heraus. Auch den Himmel als natürlichen Hintergrund der Landschaft behandelt Robinson in seinem Werk. Dieser müsse sich zur Landschaft harmonisch verhalten. Robinson bietet den Lesern höchst konkrete wie praktische Angaben zu pyramidalen Formen als Aufstellungshilfe von Gruppen in Bildern oder u. v. a. zu Porträtaufnahmen. So empfiehlt er etwa, dass der Porträtierte zu seinem Vorteil platziert werden müsse (z. B. habe der Fotograf nur die schöne Seite der Person zu fotografieren) und solle nach der Platzierung nicht warten müssen, um die Pose nicht zu zerstören; oder es findet sich der ausdrückliche Hinweis, dass Figuren in Bildern unbedingt vom Fotografen arrangiert und angeordnet werden müssen. Dies zeigt Robinsons Wunsch nach einer Veränderung und Neugestaltung der Natur gemäß der inneren Vision des Künstlers um malerische Bilder herzustellen. Auch wenn er sich gegen eine bloße Abbildung von Fakten wendet, solle dennoch sich der Fotograf nicht nur an der Kunst, sondern auch an der Natur orientieren, um einen zu künstlichen Charakter der Bilder zu vermeiden.
Robinsons fotografischen Empfehlungen wurden 1868 als Serie in den Photographic News veröffentlicht und erschienen dann 1869 als Buch. Im 19. Jahrhundert gab es sieben weitere Auflagen des Buches.

### Fotografien

#### Studioaufnahmen
Robinson war hauptberuflich professioneller Studiofotograf.
Im Laufe seiner Karriere eröffnete er drei Studios: das erste in Leamington 1857. Hier musste noch zu Beginn seine Familie als Assistenten aushelfen; doch bereits 1858 konnte das Studio ausgebaut werden. Robinson erarbeitete zu dieser Zeit ein Verfahren, um den Collodion-Prozess zu vereinfachen und veröffentlichte einige Bilder.
1865 zog Robinson nach London, wo er aus gesundheitlichen Gründen vorerst kein Studio unterhielt. Erst 1866 eröffnete er ein privates Studio in London, arbeitete weiter an Ausstellungsbildern, verdiente aber seinen Unterhalt mit vignettierte und stehenden Porträts im Carte-de-visite-Format und anderen Genreportraits.
Im Herbst 1867 eröffnete Henry Peach Robinson ein Studio in Tunbridge Wells, das er ab 1868 gemeinsam mit seinem Partner Nelson King Cherrill führte. 1871 wurde das Studio ausgebaut zum „Great Hall Studio“. 1875 wurde die Partnerschaft aufgelöst und Robinson führte das Studio allein weiter.

#### Kunstfotografie
Neben seinen Studioaufnahmen beschäftigte sich Robinson auch mit der Herstellung von kunstfotografischen Bildern.
Zu Beginn seiner Karriere (1850er Jahre) fertigte er hauptsächlich Landschaftsaufnahmen von der Gegend um Leamington an. Im Laufe seiner Karriere versuchte er sich auch an Seelandschaften, vor allem während seiner Zeit mit Nelson King Cherrill (1868–1875) („A Seascape with Headland“, 1885, „In Kilbrennan Sound“ 1895, „Atlanta“ 1896).
Bekannt wurde Robinson vor allem für seine Versuche, Historienmalerei fotografisch nachzustellen. Angelehnt an die Präraphaelitische Malerei nennt man diese Fotografien auch „Präraphaelitische Fotografien“. Dargestellt sind beschauliche dörfliche Szenen (A Cottage Home (1859), Bringing Home The May (1862), When the Day’s Work is Done (1877) oder „Primrose Time“ (1891)), Nachstellungen ausgewählter Passagen aus Prosa und Dichtung (The Lady of Shalott (1860/61) basiert auf dem gleichnamigen Gedicht Alfred Tennysons) oder von Gemälden (z. B. John Everett Millais Ophelia (1851)).
Es handelt sich hauptsächlich um Kompositionsfotografien.
Mit dem Kompositionsdruck, einer Drucktechnik, die es ihm erlaubte, viele Einzelszenen zu einer Gesamtszene zusammenzusetzen, hatte Henry Peach Robinson seine größten Erfolge. Er erlernte diese Technik vermutlich von Oscar Gustave Rejlander, den er 1857 kennenlernte und der mit seinem Kompositionswerk The Two Ways of Life (1857) berühmt geworden war. Den Künstlern ist es so möglich, viele verschiedene Objekte gleich scharf und im richtigen Fokus darzustellen.

#### Fading Away (1856)

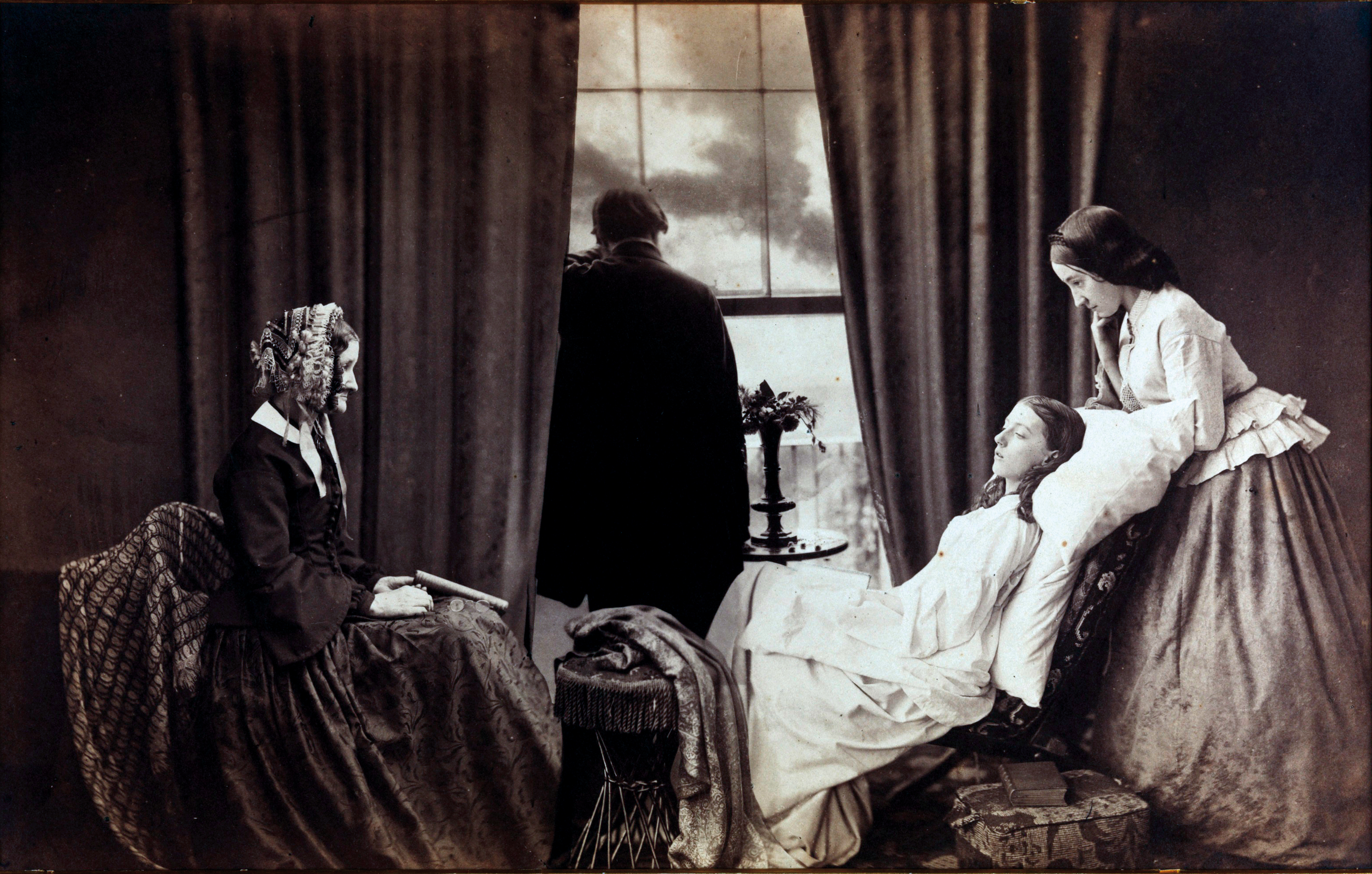
Robinson’s Fading Away (1858)

Die Kompositionsfotografie „Fading Away“ ist Robinsons berühmtestes Werk. Das Bild wurde aus fünf Negativen auf ein Papier zusammengesetzt. Die Personen wurden einzeln fotografiert und von Robinson dann zu einem Bild zusammengefügt. Das Werk ist zeitgenössischen Gemälden von Augustus Egg, Richard Redgrave und Abraham Salomon nachempfunden und beruht auf der Vorlage eines Gedichtes von Percy Bysshe Shelley. Die Fotografie zeigt ein Mädchen, das an Tuberkulose leidet, auf dem Totenbett, umgeben von ihrer Familie. Das damals aktuelle Thema traf den Nerv der Zeit. Das Bild wurde kontrovers diskutiert, da das Motiv provozierte und von vielen Kollegen Robinsons als anstößig und nicht angemessen für eine Fotografie befunden wurde. Bewunderer hielten jedoch das Werk für eine realistische Dokumentation der sozialen Umstände, trotz des theatralischen Charakters der Fotografie. Das Bild löste zudem eine Debatte über das Medium Fotografie, welches als realitätsgetreu angesehen wurde, jedoch auch die Realität manipulieren konnte, aus. 1858 wurde es im Crystal Palace in London ausgestellt.

## Mitgliedschaften
Henry Peach Robinson wurde 1855 Mitglied im „Photographic Exchange Club“ und 1857 dann in der „Photographic Society of London“. Er war ebenfalls ab 1862 Mitglied des Komitees für die zweite „Great International Exhibition“ im Crystal Palace in London. 1866 gründete er zusammen mit Thomas Richard Williams (1824–1871) den „Solar Club“, elitärer „Dining-Club“ für Interessenten der Fotografie und der Bildenden Künste, der sich einmal im Monat im Café Royal in London traf. Die Mitglieder selbst nannten sich die „Brothers Ray“.
1887 waren Henry Peach Robinson und sein Sohn Ralph Winwood Gründungsmitglieder der „Amateur Photographic Association“ in Tunbridge Wells.
1891 brach Robinson mit der „Photographic Society“ (deren Vizepräsident er zu dieser Zeit war) und wurde zum Mitbegründer der „Brotherhood of the Linked Ring“, die ab 1893 jährlich den „Photographic Salon“, eine Ausstellung fotografischer Kunst, organisierte.
Trotz seines Bruchs mit der [The Royal] Photographic Society [of Great Britain] wurde Henry Peach Robinson im Jahre 1900 zu deren Ehrenmitglied gewählt.

## Zitate
„Beauty, picturesqueness and all loveliness are the food of art.“

„My aim is to induce photographers to think for themselves as artists and to learn to express their artistic thoughts in the grammar of art. … The materials used by photographers differ only in degree from those employed by the painter and sculptor.“

„It must be remembered that nature is not all alike equally beautiful, but it is the artist's part to represent it in the most beautiful manner possible.“

„The photographer must not let his invention tempt him to represent, by any trick, any scene that does not occur in nature; if he does, he does violence to his art, because it is known that his finisehd result represents some object or thing that has existed for a space of time before his camera. But any 'dodge, trick, or conjuration' of any kind is open to the photographer's use, so that it belongs to his art, and is not false to nature.“

„The more faithful a work is to nature, the further it is from art […] no amount of scientific truth will in itself make a picture… The truth that is wanted is artistic truth – quite a different thing.“

„Some landscape and angles are picturesque and some are not; if they are not, then it is the artist's business to ‚correct the unpicturesque‘. One either accepts these principles or one does not.“

## Schriften
- Pictorial Effect in Photography: Being Hints on Composition and Chiaroscuro for Photographers. To Which Is Added a Chapter on Combination Printing. Piper & Carter, London 1869 (englisch, Digitalisat).
  - Dt. Ausgabe: Der malerische Effect in der Photographie als Anleitung zur Composition und Behandlung des Lichtes von Photographien. Wilhelm Knapp, Halle a.S. 1886
- Robinson, Henry Peach; Captain W. de W. Abney: The Art and Practice of Silver Printing. Piper & Carter, London 1881. Amerikan. Ausgabe: E. & H. T. Anthony & Co., New York 1881.
- Picture Making by Photography. Piper & Carter, London 1884 (englisch, Digitalisat).
- The Photographic Studio and What to Do in It. Piper & Carter, London 1891 (englisch, Digitalisat).
  - Dt. Ausgabe: Das Glashaus und was darin geschieht. Liesegang, Düsseldorf 1886 (DNB 1000553590).
- Letters on Landscape Photography. Scovill, New York 1888.
- Photography as a Business. Percy Lund & Co, Bedford 1890.
- Art Photography in Short Chapters. In: The Amateur Photographer Library,  H. 4. Hazell, Watson & Viney, 1895.
- The Elements of a Pictorial Photograph. Percy Lund, London 1906 (1896).
- Veröffentlichungen von Henry Peach Robinson im Internet Archive.

### Fremdsprachige
- Brian Coe: George Eastman and the Early Photographers. Priory Press, London 1973.
- Richard Dorment: The Mother of photography Julia Margaret Cameron was an unlikely pioneer, but her work still has the power to amaze. In: The Daily Telegraph, 29. Januar 2003, S. 22.
- Ellen Handy: Pictorial Beauties, Natural Truths, Photographics Practices. In: Ellen Handy(Hrsg.): Pictorial Effect. Naturalistic Vision: The Photographs and theories of Henry Peach Robinson and Peter Henry Emerson. The Chrysler Museum, Norfolk 1994.
- Margaret F. Harker: Henry Peach Robinson: Master of photographic Art. 1830–1901. Basil Blackwell, Oxford/New York 1988.
- Margaret F. Harker: Henry Peach Robinson: The Grammar of Art. In: Mike Weaver (Hrsg.): British Photography in the Nineteenth Century: The fine Art Tradition. Oxford University, Cambridge, New York, Port Chester, Melbourne, Sydney, 1989, S. 133–140.
- Jannie Uhre Mogensen: Fading into Innocence: Death, Sexuality and Moral Restoration in Henry Peach Robinson’s Fading Away. In: Victorian Review. An Interdisciplinary Journal of Victorian Studies, Band 32, (2006) H. 1, S. 1–17.
- Shelley Rice: Parallel Universes. In: Ellen Handy (Hrsg.): Pictorial Effect. Naturalistic Vision: The Photographs and Theories of Henry Peach Robinson and Peter Henry Emerson. The Chrysler Museum, Norfolk, 1994, S. 59–73.
- Laura Saltz: Realism, Photography, and Nineteenth-Century Fiction. In: Studies in Novel, Band 41, H. 3, 2009, S. 499–502.
- John Tibbetts: The Real Thing: Arguments Between Art and Science n the Work of P. H. Emerson and H. P. Robinson. In: Journal of American Culture, Band 4, 1981, S. 149–172.